# Martin-Handasyde No. 3
El Martin-Handasyde No. 3 fue uno de los primeros diseños británicos de monoplano monoplaza, construido en colaboración por H.P. Martin y George Handasyde. Sólo se construyó un ejemplar.

## Diseño y desarrollo

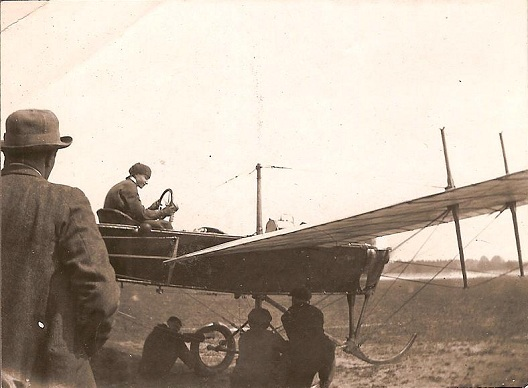
El Martin-Handasyde No.4B Dragonfly, posiblemente en Brooklands, en el verano de 1911.

El Martin-Handasyde No. 3 tenía un gran parecido con los monoplanos Antoinette, con un esbelto fuselaje de sección triangular recubierto de madera y alas trapezoidales arriostradas mediante pendolones situados a media envergadura de cada ala. El control lateral se realizaba mediante la deformación alar y el ángulo de incidencia de las alas variaba de los 5° en la raíz del ala a cero en la punta. El tren de aterrizaje consistía en un par de ruedas sobre un eje transversal, complementadas con un patín curvo que sobresalía por delante. Inicialmente estaba propulsado por un motor Antoinette V-8 de 45 kW (60 hp). Fue cambiado más tarde por un J.A.P. de 30 kW (40 hp).
H.P. Martin lo voló por primera vez en Brooklands en noviembre de 1910, y fue volado durante todo 1912 por Graham Gilmour, que finalmente murió en el avión cuando sufrió un fallo estructural en el aire sobre Richmond Park el 17 de febrero de 1912.
Una versión biplaza del avión, el Martin-Handasyde 4B, también llamado Dragonfly (libélula), con una envergadura de 11 m, fue construido para Thomas Sopwith y fue exhibido en el Aero Show de 1911 en el Olympia.

## Variantes
No. 3
Monoplano deportivo, uno construido.
No. 4B
Versión biplaza del No. 3, uno construido.

## Especificaciones
Referencia datos: Lewis

### Características generales
- Tripulación: Uno (piloto)
- Longitud: 8,5 m (28 ft)
- Envergadura: 9,8 m (32 ft)
- Superficie alar: 16,3 m² (175,5 ft²)
- Peso vacío: 254 kg (559,8 lb)
- Planta motriz: 1× motor bicilíndrico en V refrigerado por aire J.A.P..
  - Potencia: 30 kW (41 HP; 41 CV)
- Hélices: Bipala de paso fijo
- Diámetro de la hélice: 2,13 m

### Rendimiento
- Velocidad máxima operativa (Vno): 97 km/h (60 MPH; 52 kt)